# 枕叶
枕葉（Occipital Lobe）是大脑皮层的一部分结构，属于哺乳动物四个脑叶之一。其已知的主要功能包括处理视觉信息，例如初级视皮层V1就位于枕叶。

## 解剖学结构
两个枕叶是人类脑颅皮质四对脑叶最小的一对。
其位于头颅最末端的位置（平躺时头部靠枕头的位置），属于前脑的一部分。大脑皮质的脑叶并非由脑内部结构特征定义，而是由覆盖其上的颅骨定义。因此，枕叶被定义为枕骨下的大脑皮层部分（详细参见人脑）。
这对脑叶位于小脑幕上，在硬脑膜分离开大脑和小脑的位置。它们分离在左右大脑半球的脑缝两侧，枕部前端边缘是一些侧枕叶脑回，同样被一些侧枕叶脑沟分开。 
枕叶纵横沿脸部由距状裂分隔开，在内侧之上，则分布着Y型的脑沟和楔叶，而脑沟之下的区域则是语言脑回。
枕叶初级视觉区域的损伤可能导致一个人部分或全部地失明。

## 功能
枕叶的一项显著功能是它包含了初级视觉皮质。
视网膜感光细胞通过视束传递刺激给外侧膝状体，光辐射继续传递到视觉皮质，视觉皮质接收未经处理的感官信息（感觉过程）；信息来自头部同侧的在外一半视网膜，和头部另一侧的内一半视网膜。楔叶从对侧优越的视网膜接收视觉信号表示下视区域。舌叶接收视觉信号表示上视区域。视网膜的信号经由丘脑的外侧膝状体递交给大脑皮质处理。枕叶灰质后方的细胞则作为视网膜区域构建的空间地图。给予视网膜强刺激的同时，脑功能成像显示脑叶皮质组织拥有类似的反应模式。
如果次级视觉皮质受损，将导致两只眼睛同侧偏盲的视觉丧失。枕叶病变亦可导致幻视。其余有色彩失认，运动失认和失写症。